# Orient Long Beach Bar Light
Orient Long Beach Bar Light (dt.: „Signallicht an der Lang-Strand-Sandbank bei Orient“, umgangssprachlich: „Bug Light“ – Käferlicht) ist ein Leuchtturm bei Orient, New York. Ursprünglich wurde der Leuchtturm auf Schraubankern (screwpiles) gegründet. Daher stammt der Spitzname „Bug Light“ (Käferleuchte). Später wurde der Bau durch einen betonierten Senkkasten (caisson) ersetzt.

## Geschichte

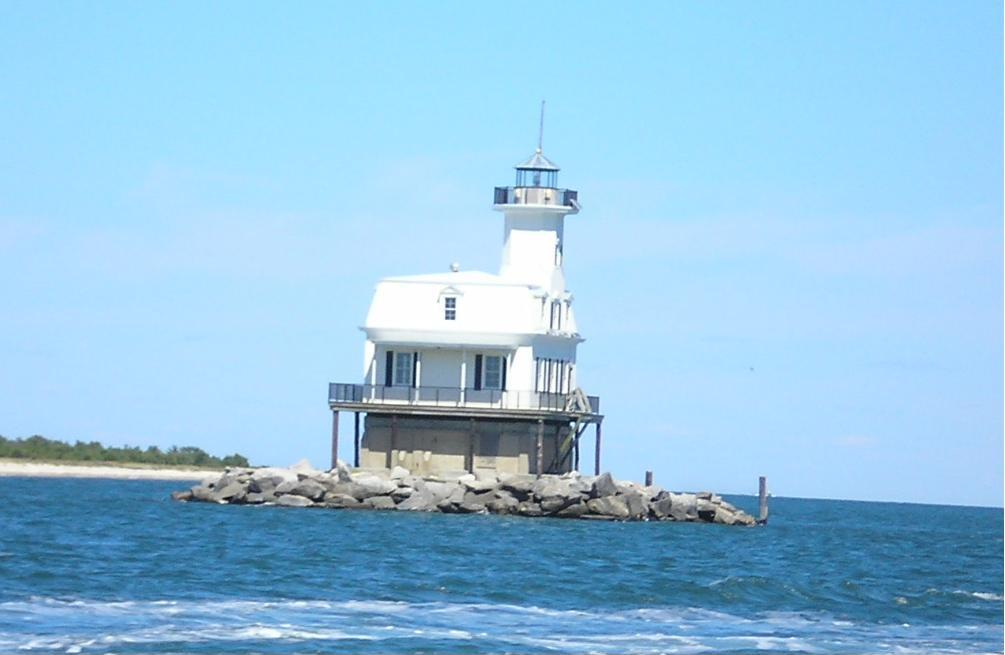
Orient Point Light House 2006.

Der Leuchtturm wurde 1963 durch Feuer zerstört. Eine Replik wurde auf dem erhaltenen Fundament erbaut. Das Gebäude wurde 1990 neu aufgebaut und 1993 als Navigationshilfe wieder in Betrieb genommen.
Das Archives Center des Smithsonian National Museum of American History ist im Besitz einer Sammlung von Postkarte von Leuchttürmen. In den 272 Motiven ist das Orient Long Beach Bar Light die Nummer #1055 und ist online einsehbar. Mit dem Bild sind nautische Karten der National Oceanic and Atmospheric Administration verknüpft.

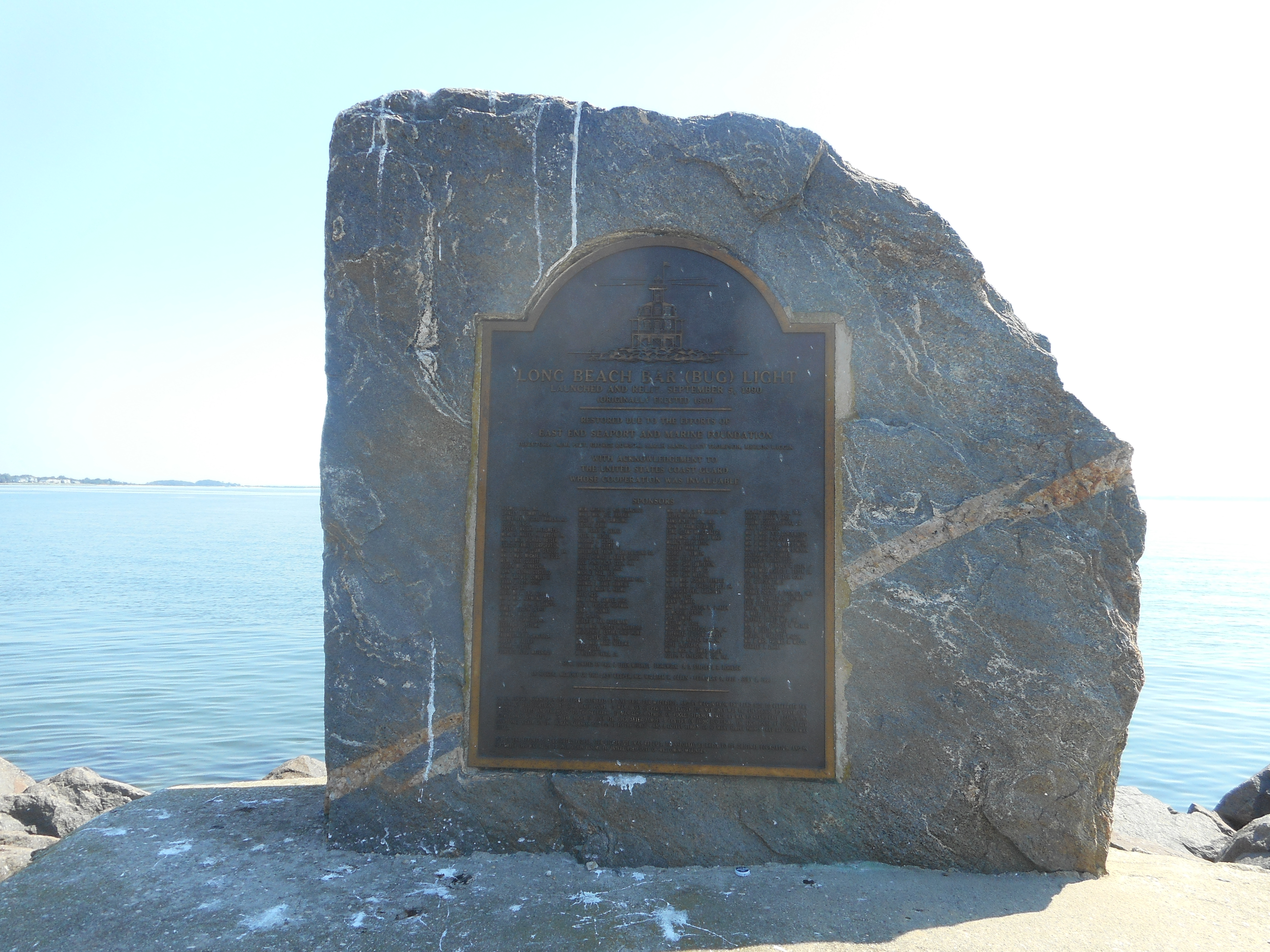
Plakette für den Leuchtturm in East Marion.